# Fueled by Ramen
Fueled by Ramen é uma gravadora, que pertence à Warner Music Group, fundada por John Janick e Vinnie Fiorello, que é baterista e letrista da banda Less Than Jake.

## História
A gravadora foi fundada no mês de Agosto de 1996 por John Janick e  Vinnie Fiorello, em  Gainesville, Flórida.
A gravadora em 2004 mudou sua sede para Tampa, Florida.
No dia 22 de Dezembro de 2006, Vinnie Fiorello anunciou em seu blog que ele tinha deixado a gravadora:
| “ | Basicamente, pela mesma razão que eu fundei finalmente a gravadora, é a mesma que fez que eu saísse da Fueled by Ramen: a paixão pela música. Eu não estou comovido com essa decisão, porque do mesmo jeito para algumas das bandas, nós não temos escolha para falar sobre futuros acordos ou uma direção de uma gravadora. Eu sempre me orgulhei nos pensamentos de uma gravadora ser igual aos assuntos sobre criatividade e trabalho. E meses antes eu gostava de estudar música, gostava mais ainda quando elas eram de famosos com músicas recentes próprias, e senti-las como um estilo sido superior. A um certo ponto, eu não estava sentindo a mesma paixão pela direção que chefiei. Portanto, encarei a diretoria ficando à toa e apenas tendo um 'trabalho rotineiro' ou incômodo para me levar a um iceberg, e por isso eu me fui. Eu decidi que este foi um tempo para eu passar de outra forma pela gravadora, e deixar que a gravadora cresça em sua progressão natural. | ” |
|   | — Vinnie Fiorello link. |   |

## Bandas ativas atualmente
- One Ok Rock
- A Day to Remember
- All Time Low
- Cobra Starship
- Gym Class Heroes
- Panic! at the Disco
- Paramore
- Travie McCoy
- Young the Giant
- Versa
- Against the Current
- The Front Bottoms
- 3OH!3
- Twenty One Pilots